# Lijst van nieuw beschreven zoogdieren (2010)
Dit is een lijst van nieuw beschreven zoogdieren uit 2010. De term "zoogdieren" omvat hier ook de overige "Mammaliaformes" (Docodonta, Haramiyida, Morganucodonta en enkele andere geslachten).

## Fossiele hogere taxa
| Naam             | Auteur | Referentie | Commentaar |
| ---------------- | --- | --- | ---------- |
| Saadanidae       | Zalmout, Sanders, MacLatchy, Gunnell, Al-Mufarreh, Ali, Nasser, Al-Massari, Al-Sobhi, Nadhra, Matari, Wilson & Gingerich, 2010 | Zalmout, I.S.; Sanders, W.J.; MacLatchy, L.M.; Gunnell, G.F.; Al-Mufarreh, Y.A.; Ali, M.A.; Nasser, A.-A.H.; Al-Masari, A.M.; Al-Sobhi, S.A.; Nadhra, A.O.; Matari, A.H.; Wilson, J.A. & Gingerich, P.D. 2010. New Oligocene primate from Saudi Arabia and the divergence of apes and Old World monkeys. Nature 466: 360–364. |            |
| Saadanioidea     | Zalmout, Sanders, MacLatchy, Gunnell, Al-Mufarreh, Ali, Nasser, Al-Massari, Al-Sobhi, Nadhra, Matari, Wilson & Gingerich, 2010 | Zalmout, I.S.; Sanders, W.J.; MacLatchy, L.M.; Gunnell, G.F.; Al-Mufarreh, Y.A.; Ali, M.A.; Nasser, A.-A.H.; Al-Masari, A.M.; Al-Sobhi, S.A.; Nadhra, A.O.; Matari, A.H.; Wilson, J.A. & Gingerich, P.D. 2010. New Oligocene primate from Saudi Arabia and the divergence of apes and Old World monkeys. Nature 466: 360–364. |            |
| Simpsonodontidae | Averianov, Lopatin, Krasnolutskii & Ivantsov, 2010                                                                             | Averianov, A.A.; Lopatin, A.V.; Krasnolutskii, S.A. & Ivantsov, S.V. 2010. New docodontians from the Middle Jurassic of Siberia and reanalysis of docodonta interrelationships. Proceedings of the Zoological Institute RAS 314 (2): 121-148.                                                                                 |            |

## Fossiele geslachten
| Naam               | Auteur | Referentie | Commentaar |
| ------------------ | --- | --- | ---------- |
| Acristatherium     | Hu, Meng, Li & Wang, 2010 | Hu, Y.; Meng, J., Li, C. & Wang, Y. 2010. New basal eutherian mammal from the Early Cretaceous Jehol biota, Liaoning, China. Proceedings of the Royal Society B 277: 229–236. |            |
| Afrotragulus       | Sánchez, Quiralte, Morales & Pickford, 2010                                                                                    | Sánchez, I.M.; Quiralte, V.; Morales, J.; Pickford, M. 2010. A new genus of tragulid ruminant from the early Miocene of Kenya. Acta Palaeontologica Polonica 55 (2): 177-187. |            |
| Ageitonomys        | Wang, 2010 | Wang, B.-Y. 2010. Ageitonomys neimongolensis gen. et sp. nov. (Ctenodactyloidea, Rodentia, Mammalia) from Early Oligocene of Nei Mongol, China. Vertebrata PalAsiatica 48 (1): 79-83. |            |
| Alloeumyarion      | Qiu, 2010 | Qiu, Z-D. 2010. Cricetid rodents from the Early Miocene Xiacaowan Formation, Sihong, Jiangsu. Vertebrata PalAsiatica 48 (1): 27-47. |            |
| Basirepomys        | Korth & de Blieux, 2010 | Korth, W.W. & de Blieux, D.D. 2010. Rodents and lagomorphs (Mammalia) from the Hemphillian (Late Miocene) of Utah. Journal of Vertebrate Paleontology 30 (1): 226-235. |            |
| Darocasorex        | van Dam, 2010 | van Dam, J.A. 2010. The systematic position of Anourosoricini (Soricidae, Mammalia): paleontological and molecular evidence. Journal of Vertebrate Paleontology 30 (4): 1221-1228. |            |
| Diabolocornis      | Beatty, 2010 | Beatty, B.L. 2010. A new aletomerycine (Artiodactyla, Palaeomerycidae) from the Early Miocene of Florida. Journal of Vertebrate Paleontology 30(2):613-617. |            |
| Dimaitherium       | Barrow, Seiffert & Simons, 2010                                                                                                | Barrow, E.; Seiffert, E.R.; Simons, E.L. 2010. A primitive hyracoid (Mammalia, Paenungulata) from the early Priabonian (Late Eocene) of Egypt. Journal of Systematic Palaeontology 8 (2): 213-244. |            |
| Diunatans          | Bosselaers & Post, 2010 | Bosselaers, M. & Post, K. 2010. A new fossil rorqual (Mammalia, Cetacea, Balaenopteridae) from the Early Pliocene of the North Sea, with a review of the rorqual species described by Owen and Van Beneden. Geodiversitas 32 (2): 331-363.                                                                                    |            |
| Erlianomys         | Li & Meng, 2010 | Li, Q. & Meng, J. 2010. Erlianomys combinatus, a primitive myodont rodent from the Eocene Arshanto Formation, Nuhetingboerhe, Nei Mongol, China. Vertebrata PalAsiatica 48 (2): 133-144. |            |
| Hutegotherium      | Averianov, Lopatin, Krasnolutskii & Ivantsov, 2010                                                                             | Averianov, A.A.; Lopatin, A.V.; Krasnolutskii, S.A. & Ivantsov, S.V. 2010. New docodontians from the Middle Jurassic of Siberia and reanalysis of docodonta interrelationships. Proceedings of the Zoological Institute RAS 314 (2): 121-148.                                                                                 |            |
| Joumocetus         | Kimura & Hasegawa, 2010 | Kimura, T.; Hasegawa, Y. 2010. A New Baleen Whale (Mysticeti: Cetotheriidae) from the Earliest Late Miocene of Japan and a Reconsideration of the Phylogeny of Cetotheres. Journal of Vertebrate Paleontology 30 (2): 577–591.                                                                                                |            |
| Juchilestes        | Gao, Wilson, Luo, Maga, Meng & Wang, 2010                                                                                      | Gao, C.-L.; Wilson, G.P.; Luo, Z.-X.; Maga, A.M.; Meng, Q. & Wang, X. 2010. A new mammal skull from the Lower Cretaceous of China with implications for the evolution of obtuse-angled molars and 'amphilestid' eutriconodonts. Proceedings of the Royal Society B 277: 237-246.                                              |            |
| Kutchisiren        | Bajpai, Doming, Das, Velez-Juarbe & Mishra, 2010                                                                               | S. Bajpai, D. P. Domning, D. P. Das, J. Velez-Juarbe, and V. P. Mishra. 2010. A new fossil sirenian (Mammalia, Dugonginae) from the Miocene of India. Neus Jahrbuch fur Geologie und Palaeontologie, Abhandlungen. |            |
| Lestobradys        | Rinderknechta, Bostelmann, Pereab & Lecuona, 2010                                                                              | Rinderknechta, A.; Bostelmann E.T.; Pereab, D.; Lecuona, G. 2010. A new genus and species of Mylodontidae (Mammalia: Xenarthra) from the late Miocene of southern Uruguay, with comments on the systematics of the Mylodontinae. Journal of Vertebrate Paleontology 30 (3): 899–910.                                          |            |
| Livyatan           | Lambert, Bianucci, Post, de Muizon, Salas-Gismondi, Urbina & Reumer, 2010                                                      | Lambert, O.; Bianucci, G.; Post, K.; Muizon, C.; Salas-Gismondi, R.; Urbina, M. & Reumer, J. 2010. The giant bite of a new raptorial sperm whale from the Miocene epoch of Peru. Nature 466: 105-108. |            |
| Metaliomys         | Korth & de Blieux, 2010 | Korth, W.W. & de Blieux, D.D. 2010. Rodents and lagomorphs (Mammalia) from the Hemphillian (Late Miocene) of Utah. Journal of Vertebrate Paleontology 30(1):226-235. |            |
| Nidimys            | Hunter, Heinrich & Weishampel, 2010                                                                                            | Hunter, J.P. Heinrich, R.E. & Weishampel, D.B. 2010. Mammals from the St. Mary River Formation (Upper Cretaceous), Montana. Journal of Vertebrate Paleontology 30 (3): 885-898. |            |
| Paressonodon       | Wilson, Dechesne & Anderson, 2010                                                                                              | Wilson, G.P.; Dechesne, M. & Anderson, I.R. 2010. New latest Cretaceous mammals from northeastern Colorado with biochronologic and biogeographic implications. Journal of Vertebrate Paleontology 30 (2): 499-520. |            |
| Parikimys          | Wilson, Dechesne & Anderson, 2010                                                                                              | Wilson, G.P.; Dechesne, M. & Anderson, I.R. 2010. New latest Cretaceous mammals from northeastern Colorado with biochronologic and biogeographic implications. Journal of Vertebrate Paleontology 30 (2): 499-520. |            |
| Paritatodon        | Martin & Averianov, 2010 | Martin, T. & Averianov, A.G. 2010. Mammals from the Middle Jurassic Balbanasi Formation of the Fergana Depression, Kyrgystan. Journal of Vertebrate Paleontology 30 (3): 855–871. |            |
| Patagosmilus       | Forasiepi & Carlini, 2010 | Forasiepi, A.M. & Carlini, A.A. 2010. A new thylacosmilid (Mammalia, Metatheria, Sparassodonta) from the Miocene of Patagonia, Argentina. Zootaxa 2552: 55–68. |            |
| Plesiobalaenoptera | Bisconti, 2010 | Bisconti, M. 2010. A new balaenopterid whale from the late Miocene of the Stirone River, northern Italy (Mammalia, Cetacea, Mysticeti). Journal of Vertebrate Paleontology 30 (3): 943–958. |            |
| Presbytherium      | Scott, 2010 | Scott, C.S. 2010. New Cyriacotheriid Pantodonts (Mammalia, Pantodonta) from the Paleocene of Alberta, Canada, and the Relationships of Cyriacotheriidae. Journal of Paleontology 84 (2): 197–215. |            |
| Saadanius          | Zalmout, Sanders, MacLatchy, Gunnell, Al-Mufarreh, Ali, Nasser, Al-Massari, Al-Sobhi, Nadhra, Matari, Wilson & Gingerich, 2010 | Zalmout, I.S.; Sanders, W.J.; MacLatchy, L.M.; Gunnell, G.F.; Al-Mufarreh, Y.A.; Ali, M.A.; Nasser, A.-A.H.; Al-Masari, A.M.; Al-Sobhi, S.A.; Nadhra, A.O.; Matari, A.H.; Wilson, J.A. & Gingerich, P.D. 2010. New Oligocene primate from Saudi Arabia and the divergence of apes and Old World monkeys. Nature 466: 360–364. |            |

## Fossiele soorten
| Naam                            | Auteur | Referentie | Commentaar |
| ------------------------------- | --- | --- | ---------- |
| Acristatherium yanensis         | Hu, Meng, Li & Wang, 2010 | Hu, Y.; Meng, J., Li, C. & Wang, Y. 2010. New basal eutherian mammal from the Early Cretaceous Jehol biota, Liaoning, China. Proceedings of the Royal Society B 277: 229–236. |            |
| Ageitonomys neimongolensis      | Wang, 2010 | Wang, B.-Y. 2010. Ageitonomys neimongolensis gen. et sp. nov. (Ctenodactyloidea, Rodentia, Mammalia) from Early Oligocene of Nei Mongol, China. Vertebrata PalAsiatica 48 (1): 79-83. |            |
| Alloeumyarion sihongensis       | Qiu, 2010 | Qiu, Z-D. 2010. Cricetid rodents from the Early Miocene Xiacaowan Formation, Sihong, Jiangsu. Vertebrata PalAsiatica 48 (1): 27-47. |            |
| Australopithecus sediba         | Berger, Ruiter, Churchill, Schmid, Carlson, Dirks & Kibii, 2010                                                                | Berger, L.R.; Ruiter, D.J. de; Churchill, S.E.; Schmid, P.; Carlson, K.J.; Dirks, P.H.G.M.; Kibii, J.M.; 2010: Australopithecus sediba: A New Species of Homo-Like Australopith from South Africa, Science 328(5975): pp 195–204.                                                                                             |            |
| Basirepomys robertsi            | Korth & de Blieux, 2010 | Korth, W.W. & de Blieux, D.D. 2010. Rodents and lagomorphs (Mammalia) from the Hemphillian (Late Miocene) of Utah. Journal of Vertebrate Paleontology 30(1):226-235. |            |
| Brachytarsomys mahajambaensis   | Mein, Sénégas, Gommery, Ramanivoso, Randrianatenaina & Kerloc'h, 2010                                                          | Mein, P.; Sénégas, F.; Gommery, D.; Ramanivoso, B.; Randrianantenaina, H. & Kerloc'h, P. 2010. Nouvelles espèces subfossiles de rongeurs de Nord-Ouest de Madagascar. Comptes Rendus Palevol 9 (3): 101–112. |            |
| Chubutomys leucoreios           | Pérez, Vucetich & Kramarz, 2010                                                                                                | Pérez, M.E.; Vucetich, M.G.; Kramarz, A.G. 2010. The first Eocardiidae (Rodentia) in the Colhuehuapian (Early Miocne) of Bryn Gwyn (Northern Chubut, Argentina) and the early evolution of the peculiar cavioid rodents. Jornal of Vertebrate Paleontology 30 (2): 528-534.                                                   |            |
| Coryphomys musseri              | Aplin & Helgen, 2010 | Aplin, K.P. & Helgen, K.M. 2010. Quaternary murid rodents of Timor Part I: New material of Coryphomys buehleri Schaub, 1937, and description of a second species of the genus. Bulletin of the American Museum of Natural History 341: 80p.                                                                                   |            |
| Cricetodon wanhei               | Qiu, 2010 | Qiu, Z-D. 2010. Cricetid rodents from the Early Miocene Xiacaowan Formation, Sihong, Jiangsu. Vertebrata PalAsiatica 48 (1): 27-47. |            |
| Darocasorex vandermeuleni       | van Dam, 2010 | van Dam, J.A. 2010. The systematic position of Anourosoricini (Soricidae, Mammalia): paleontological and molecular evidence. Journal of Vertebrate Paleontology 30 (4): 1221-1228. |            |
| Democricetodon suensis          | Qiu, 2010 | Qiu, Z-D. 2010. Cricetid rodents from the Early Miocene Xiacaowan Formation, Sihong, Jiangsu. Vertebrata PalAsiatica 48 (1): 27-47. |            |
| Diabolocornis simonsi           | Beatty, 2010 | Beatty, B.L. 2010. A new aletomerycine (Artiodactyla, Palaeomerycidae) from the Early Miocene of Florida. Journal of Vertebrate Paleontology 30(2):613-617. |            |
| Dimaitherium patnaiki           | Barrow, Seiffert & Simons, 2010                                                                                                | Barrow, E.; Seiffert, E.R.; Simons, E.L. 2010. A primitive hyracoid (Mammalia, Paenungulata) from the early Priabonian (Late Eocene) of Egypt. Journal of Systematic Palaeontology 8 (2): 213-244. |            |
| Diunatans luctoretemergo        | Bosselaers & Post, 2010 | Bosselaers, M. & Post, K. 2010. A new fossil rorqual (Mammalia, Cetacea, Balaenopteridae) from the Early Pliocene of the North Sea, with a review of the rorqual species described by Owen and Van Beneden. Geodiversitas 32 (2): 331-363.                                                                                    |            |
| Erlianomys combinatus           | Li & Meng, 2010 | Li, Q. & Meng, J. 2010. Erlianomys combinatus, a primitive myodont rodent from the Eocene Arshanto Formation, Nuhetingboerhe, Nei Mongol, China. Vertebrata PalAsiatica 48 (2): 133-144. |            |
| Homo gautengensis               | Curnoe, 2010 | Curnoe, D. 2010. A review of early Homo in southern Africa focusing on cranial, mandibular and dental remains, with the description of a new species (Homo gautengensis sp. nov.). Journal of Comparative Human Biology 61 (1): 151-177.                                                                                      |            |
| Hutegotherium yaomingi          | Averianov, Lopatin, Krasnolutskii & Ivantsov, 2010                                                                             | Averianov, A.A.; Lopatin, A.V.; Krasnolutskii, S.A. & Ivantsov, S.V. 2010. New docodontians from the Middle Jurassic of Siberia and reanalysis of docodonta interrelationships. Proceedings of the Zoological Institute RAS 314 (2): 121-148.                                                                                 |            |
| Joumocetus shimizui             | Kimura & Hasegawa, 2010 | Kimura, T.; Hasegawa, Y. 2010. A New Baleen Whale (Mysticeti: Cetotheriidae) from the Earliest Late Miocene of Japan and a Reconsideration of the Phylogeny of Cetotheres. Journal of Vertebrate Paleontology 30 (2): 577–591.                                                                                                |            |
| Juchilestes liaoningensis       | Gao, Wilson, Luo, Maga, Meng & Wang, 2010                                                                                      | Gao, C.-L.; Wilson, G.P.; Luo, Z.-X.; Maga, A.M.; Meng, Q. & Wang, X. 2010. A new mammal skull from the Lower Cretaceous of China with implications for the evolution of obtuse-angled molars and 'amphilestid' eutriconodonts. Proceedings of the Royal Society B 277: 237-246.                                              |            |
| Kutchisiren cylindrica          | Bajpai, Doming, Das, Velez-Juarbe & Mishra, 2010                                                                               | S. Bajpai, D.P. Domning, D.P. Das, J. Velez-Juarbe, V.P. Mishra. 2010. A new fossil sirenian (Mammalia, Dugonginae) from the Miocene of India. Neus Jahrbuch fur Geologie und Palaeontologie, Abhandlungen. |            |
| Leptalestes toevsi              | Hunter, Heinrich & Weishampel, 2010                                                                                            | Hunter, J.P. Heinrich, R.E. & Weishampel, D.B. 2010. Mammals from the St. Mary River Formation (Upper Cretaceous), Montana. Journal of Vertebrate Paleontology 30 (3): 885-898. |            |
| Lestobradys sprechmanni         | Rinderknechta, Bostelmann, Pereab & Lecuona, 2010                                                                              | Rinderknechta, A.; Bostelmann E.T.; Pereab, D.; Lecuona, G. 2010. A new genus and species of Mylodontidae (Mammalia: Xenarthra) from the late Miocene of southern Uruguay, with comments on the systematics of the Mylodontinae. Journal of Vertebrate Paleontology 30 (3): 899–910.                                          |            |
| Leviathan melvillei             | Lambert, Bianucci, Post, de Muizon, Salas-Gismondi, Urbina & Reumer, 2010                                                      | Lambert, O.; Bianucci, G.; Post, K.; Muizon, C.; Salas-Gismondi, R.; Urbina, M. & Reumer, J. 2010. The giant bite of a new raptorial sperm whale from the Miocene epoch of Peru. Nature 466: 105-108. |            |
| Luantus minor                   | Pérez, Vucetich & Kramarz, 2010                                                                                                | Pérez, M.E.; Vucetich, M.G.; Kramarz, A.G. 2010. The first Eocardiidae (Rodentia) in the Colhuehuapian (Early Miocne) of Bryn Gwyn (Northern Chubut, Argentina) and the early evolution of the peculiar cavioid rodents. Jornal of Vertebrate Paleontology 30 (2): 528-534.                                                   |            |
| Metaliomys sevierensis          | Korth & de Blieux, 2010 | Korth, W.W. & de Blieux, D.D. 2010. Rodents and lagomorphs (Mammalia) from the Hemphillian (Late Miocene) of Utah. Journal of Vertebrate Paleontology 30(1):226-235. |            |
| Nesomys narindaensis            | Mein, Sénégas, Gommery, Ramanivoso, Randrianatenaina & Kerloc'h, 2010                                                          | Mein, P.; Sénégas, F.; Gommery, D.; Ramanivoso, B.; Randrianantenaina, H. & Kerloc'h, P. 2010. Nouvelles espèces subfossiles de rongeurs de Nord-Ouest de Madagascar. Comptes Rendus Palevol 9 (3): 101–112. |            |
| Nidimys occultus                | Hunter, Heinrich & Weishampel, 2010                                                                                            | Hunter, J.P. Heinrich, R.E. & Weishampel, D.B. 2010. Mammals from the St. Mary River Formation (Upper Cretaceous), Montana. Journal of Vertebrate Paleontology 30 (3): 885-898. |            |
| Nyctereutes lockwoodi           | Geraads, Alemseged, Bobe & Reed, 2010                                                                                          | Gerrads, D.; Alemseged, Z.; Bobe, R.; Reed, D. 2010. Nyctereutes lockwoodi, n. sp., a new canid (Carnivora: mammalia) from the Middle Pliocene of Dikika, Lower Awash, Ethiopia, Journal of Vertebrate Paleontology 30 (3): 981-987.                                                                                          |            |
| Paracimexomys propriscus        | Hunter, Heinrich & Weishampel, 2010                                                                                            | Hunter, J.P. Heinrich, R.E. & Weishampel, D.B. 2010. Mammals from the St. Mary River Formation (Upper Cretaceous), Montana. Journal of Vertebrate Paleontology 30 (3): 885-898. |            |
| Paressonodon nelsoni            | Wilson, Dechesne & Anderson, 2010                                                                                              | Wilson, G.P.; Dechesne, M. & Anderson, I.R. 2010. New latest Cretaceous mammals from northeastern Colorado with biochronologic and biogeographic implications. Journal of Vertebrate Paleontology 30 (2): 499-520. |            |
| Parikimys carpenteri            | Wilson, Dechesne & Anderson, 2010                                                                                              | Wilson, G.P.; Dechesne, M. & Anderson, I.R. 2010. New latest Cretaceous mammals from northeastern Colorado with biochronologic and biogeographic implications. Journal of Vertebrate Paleontology 30 (2): 499-520. |            |
| Patagosmilus goini              | Forasiepi & Carlini, 2010 | Forasiepi, A.M. & Carlini, A.A. 2010. A new thylacosmilid (Mammalia, Metatheria, Sparassodonta) from the Miocene of Patagonia, Argentina. Zootaxa 2552: 55–68. |            |
| Peradectes gulottai             | Rose, 2010 | Rose, K.D. 2010. New marsupial from the early Eocene of Virginia. Journal of Paleontology 84(3):561-565. |            |
| Plesiobalaenoptera quarantellii | Bisconti, 2010 | Bisconti, M. 2010. A new balaenopterid whale from the late Miocene of the Stirone River, northern Italy (Mammalia, Cetacea, Mysticeti). Journal of Vertebrate Paleontology 30 (3): 943–958. |            |
| Presbytherium rhodorugatus      | Scott, 2010 | Scott, C.S. 2010. New Cyriacotheriid Pantodonts (Mammalia, Pantodonta) from the Paleocene of Alberta, Canada, and the Relationships of Cyriacotheriidae. Journal of Paleontology 84 (2): 197–215. |            |
| Presbytherium taurus            | Scott, 2010 | Scott, C.S. 2010. New Cyriacotheriid Pantodonts (Mammalia, Pantodonta) from the Paleocene of Alberta, Canada, and the Relationships of Cyriacotheriidae. Journal of Paleontology 84 (2): 197–215. |            |
| Primus pusillus                 | Qiu, 2010 | Qiu, Z-D. 2010. Cricetid rodents from the Early Miocene Xiacaowan Formation, Sihong, Jiangsu. Vertebrata PalAsiatica 48 (1): 27-47. |            |
| Saadanius hijazensis            | Zalmout, Sanders, MacLatchy, Gunnell, Al-Mufarreh, Ali, Nasser, Al-Massari, Al-Sobhi, Nadhra, Matari, Wilson & Gingerich, 2010 | Zalmout, I.S.; Sanders, W.J.; MacLatchy, L.M.; Gunnell, G.F.; Al-Mufarreh, Y.A.; Ali, M.A.; Nasser, A.-A.H.; Al-Masari, A.M.; Al-Sobhi, S.A.; Nadhra, A.O.; Matari, A.H.; Wilson, J.A. & Gingerich, P.D. 2010. New Oligocene primate from Saudi Arabia and the divergence of apes and Old World monkeys. Nature 466: 360–364. |            |
| Simpsonodon sibiricus           | Averianov, Lopatin, Krasnolutskii & Ivantsov, 2010                                                                             | Averianov, A.A.; Lopatin, A.V.; Krasnolutskii, S.A. & Ivantsov, S.V. 2010. New docodontians from the Middle Jurassic of Siberia and reanalysis of docodonta interrelationships. Proceedings of the Zoological Institute RAS 314 (2): 121-148.                                                                                 |            |
| Tarkops mckennai                | Ni, Meng, Beard, Gebo, Wang & Li, 2010                                                                                         | Ni, X.; Meng, J.; Beard, K.C.; Gebo, D.L.; Wang, Y. & Li, C. 2010. A new tarkadectine primate from the Eocene of Inner Mongolia, China: phylogenetic and biogeographic implications. Proceedings of the Royal Society B 277: 247–256.                                                                                         |            |

## Levende hogere taxa
| Naam           | Auteur                     | Referentie | Commentaar |
| -------------- | -------------------------- | --- | ---------- |
| Lagostrophinae | Prideaux & Warburton, 2010 | Prideaux, G.J. & Warburton, N.M. 2010. An osteology-based appraisal of the phylogeny and evolution of kangaroos and wallabies (Macropodidae: Marsupialia). Zoological Journal of the Linnean Society 159: 954-987. |            |
| Dorcopsini     | Prideaux & Warburton, 2010 | Prideaux, G.J. & Warburton, N.M. 2010. An osteology-based appraisal of the phylogeny and evolution of kangaroos and wallabies (Macropodidae: Marsupialia). Zoological Journal of the Linnean Society 159: 954-987. |            |

## Levende soorten
| Naam                        | Auteur                                                               | Referentie | Commentaar |
| --------------------------- | -------------------------------------------------------------------- | --- | ---------- |
| Anoura canishina            | Mantilla-Meluk & Baker, 2010                                         | Mantilla-Meluk, H. & Baker, R.J. 2010. New species of Anoura (Chiroptera: Phyllostomidae) from Colombia, with systematic remarks and notes on the distribution of the Anoura geoffroyi complex. Occasional Papers 292: 24pp. |            |
| Anoura peruana              | Mantilla-Meluk & Baker, 2010                                         | Mantilla-Meluk, H. & Baker, R.J. 2010. New species of Anoura (Chiroptera: Phyllostomidae) from Colombia, with systematic remarks and notes on the distribution of the Anoura geoffroyi complex. Occasional Papers 292: 24pp. |            |
| Callicebus caquetensis      | Defler, Bueno & Garcia, 2010                                         | Defler, T.R.; Bueno, M.; Garcia, J. (2010). Callicebus caquetensis: A New and Critically Endangered Titi Monkey from Southern Caquetá, Colombia. Primate Conservation (25): 11p. |            |
| Chaerephon atsinanana       | Goodman, Buccas, Naidoo, Ratrimomanarivo, Taylor & Lamb, 2010        | Goodman, S.M., Buccas, W., Naidoo, T., Ratrimomanarivo, F., Taylor, P.J. & Lamb, J. 2010. Patterns of morphological and genetic variation in western Indian Ocean members of the Chaerephon 'pumilus' complex (Chiroptera: Molossidae), with the description of a new species from Madagascar. Zootaxa 2551:1–36.                                |            |
| Cryptotis lacertosus        | Woodman, 2010                                                        | Woodman, N. 2010. Two new species of shrews (Soricidae) from the western highlands of Guatemala. Journal of Mammalogy 91 (3): 566–579. |            |
| Cryptotis mam               | Woodman, 2010                                                        | Woodman, N. 2010. Two new species of shrews (Soricidae) from the western highlands of Guatemala. Journal of Mammalogy 91 (3): 566–579. |            |
| Mico rondoni                | Ferrari, Sena, Schneider & Silva Júnior, 2010                        | Ferrari, S.F.; Sena, L.; Schneider, M.P.; Silva Júnior, J.S. Rondon’s Marmoset, Mico rondoni sp. n., from Southwestern Brazilian Amazonia. International Journal of Primatology in press. |            |
| Miniopterus griffithisi     | Goodman, Maminirina, Bradman, Christidis & Appleton, 2010            | Goodman, S.M.; Maminirina, C.P.; Bradman, H.M.; Christidis, L.; Appleton, B.R. 2010. Patterns of morphological and genetic variation in the endemic Malagasy bat Miniopterus gleni (Chiroptera: Miniopteridae), with the description of a new species, M. griffithsi. Journal of Zoological Systematics and Evolutionary Research 48 (1): 75-86. |            |
| Peropteryx pallidoptera     | Lim, Engstrom, Reid, Simmons, Voss & Fleck, 2010                     | Lim, B.K.; Engstrom, M.D.; Reid, F.A.; Simmons, N.B.; Voss, R.S. & Fleck, D.W. 2010. A new species of Peropteryx (Chiroptera: Emballonuridae) from western Amazonia with comments on phylogenetic relationships within the genus. American museum Novitates 3686: 20p.                                                                           |            |
| Platyrrhinus angustirostris | Velazco, Gardner & Patterson, 2010                                   | Velazco, P.M.; Gardner, A.L.; Patterson, B.D. 2010. Systematics of the Platyrrhinus helleri species complex (Chiroptera: Phyllostomidae), with description of two new species. Zoological Journal of the Zoological Linnean Society 159: 785-812.                                                                                                |            |
| Platyrrhinus fusciventris   | Velazco, Gardner & Patterson, 2010                                   | Velazco, P.M.; Gardner, A.L.; Patterson, B.D. 2010. Systematics of the Platyrrhinus helleri species complex (Chiroptera: Phyllostomidae), with description of two new species. Zoological Journal of the Zoological Linnean Society 159: 785-812.                                                                                                |            |
| Salanoia durrelli           | Durbin, Funk, Hawkins, Hills, Jenkins, Moncrieff & Ralainasolo, 2010 | Durbin, J., Funk, S.M., Hawkins, F., Hills, D.M., Jenkins, P.D., Moncrieff, C.B. & Ralainasolo, F.B. 2010. Investigations into the status of a new taxon of Salanoia (Mammalia: Carnivora: Eupleridae) from the marshes of Lac Alaotra, Madagascar (subscription required). Systematics and Biodiversity. in press                               |            |